# Obé rythmée
L'obé rythmée (pour « obéissance rythmée ») est un sport canin, dans lequel le chien évolue avec son maître avec qui il présente une chorégraphie en musique. Il est aujourd'hui appelé dog dancing en France et en Belgique, dans d'autres pays dog dance (ce qui inclut deux catégories : heelwork to music et canine freestyle.
Loin d'être un numéro de chien de cirque, le but est de mettre en évidence la complicité entre le chien et le maître. Il s'agit d'une discipline sportive dérivée directement de l’obéissance “classique”, dans laquelle a été rajoutée des mouvements ludiques (aussi appelés tricks). D’ailleurs, le Kennel Club anglais vient d'accorder à l’obéissance rythmée le statut de sport canin officiel en Grande-Bretagne, et en Belgique le sport a également reçu l’accréditation officielle. Cette discipline porte différents noms dans le monde : Heelwork to Music en Grande-Bretagne, dog dancing en France et en Belgique, dog dance en Europe. Cette discipline a été officiellement reconnue en France par la Société centrale canine (SCC) en 2005 et s’organise grâce à la Commission nationale d’éducation et d’activités cynophiles (CNEAC).

## Définition dudog dancing
Il s’agit de faire effectuer au chien des mouvements, dans un style libre et sur fond musical. C'est une discipline dynamique et ludique où l’équipe maître et chien doivent interagir dans la joie et la complicité. 

## Historique
C’est en 1990, lors d’un séminaire sur l’obéissance où Mary Ray devait effectuer une démonstration que cette dernière présenta une « routine » fixe sur une musique. Deux ans après, elle effectua une démonstration sur le ring d’honneur du Crufts. La discipline, comme beaucoup de disciplines canine est dérivée d'une discipline équestre : la Kür, ou reprise de dressage en musique. L'idée est presque la même : diriger son compagnon pour lui faire effectuer, en rythme, des mouvements libres ou imposés, de manière fluide et esthétique.
Les Pays-Bas et la Belgique reconnaissent la discipline et effectuent leur premier concours en 2000. En 2005, la France l'officialise sous le nom d’obéissance rythmée, ou obé rythmée, et organise ses tout premiers concours. La discipline apparaît également dans d'autres pays d'Europe : République Tchèque, Autriche, Suisse, Allemagne, Pologne, Danemark, Suède, Finlande ou Norvège. De grande compétitions internationales voient le jour : des finales comme l'Open d'Allemagne, de Belgique, d'Italie, de Suisse  ou encore le Grand Prix de France. De grandes compétitions regroupant les meilleurs compétiteurs Européens voire mondiaux apparaissent : Championnat du Monde, Championnat d'Europe (OEC).  
Un certain nombre de personnalités se dégagent au gré des grandes compétitions de la discipline, et l'on retrouve celle-ci sur les plateaux de télévision, notamment dans les émissions de téléréalité telles que Incroyable Talent  (En Grande-Bretagne avec Ashley & Pudsey, Jules o'Dwyer & Matisse and Friends, en France avec Christèle & Urwan, ou en Italie avec Lusy Imbergerova & Deril).  

## Description
L’objectif du dog dancing est de diriger son chien sur une musique, de l’obéissance donc, mais aussi de la créativité, du dynamisme, de la fluidité pour que la chorégraphie soit réussie. C’est aussi et surtout une nouvelle manière de bouger avec son chien. Si la discipline a eu des difficultés à se lancer en France, elle connait aujourd'hui un essor sous l'impulsion de formateurs et de compétiteurs motivés ; et se vulgarise notamment grâce aux excellents résultats de Thierry Thomas au niveau international.
En Angleterre s'est dégagé le « heelwork to music » (très basé sur la marche au pied) tandis qu’en Amérique c’est le « freestyle » (plus libre et moins axé sur cette position). À l’heure actuelle, les grands esprits se rencontrent, le « freestyle» devient plus rigoureux, tandis que le « heelwork to music » innove, avec beaucoup de nouvelles positions. En France, si l'on souhaite faire des concours, une fois passé le niveau débutant, les deux sont possibles : privilégier une routine (terme utilisé pour designer l'ensemble de la chorégraphie) basée sur des marches au pied (heelwork to music), qu'elles soient vers l'avant, l’arrière ou en latéral, le chien en position vers l'avant ou vers l'arrière, perpendiculaire au maitre ou parallèle (les positions étant des figures imposées) ; ou bien choisir de présenter une routine avec des mouvements variés et originaux, des sauts etc. (freestyle). La France reconnait 4 niveaux de travail : les premiers-pas (où le maitre peut récompenser son chien), les novices, les Intermédiaires et les avancés. Seuls les concurrents en classe avancée peuvent prétendre participer aux épreuves comme la Crufts, le Championnat du monde ou le Championnat d'Europe. Bien sur, c'est aussi et avant tout une discipline ludique qui peut être pratiquée uniquement pour le plaisir - pas de règles à respecter dans ce cas-là. Le dog dancing peut se pratiquer uniquement pour le plaisir de s’amuser avec son compagnon à quatre pattes, c’est alors une formidable façon d’améliorer la complicité entre le chien et son maître dans la joie. Pour les plus accros, des concours sont organisés. Mais toujours dans la bonne humeur.
Rassurez-vous, pas d’âge pour commencer : jeune chiot ou vieux toutou, avec ou sans lof, du géant au chihuahua, seront toujours partant pour s’amuser avec leur maître. Le chiot peut commencer l'apprentissage des mouvements de base dès son plus jeune âge. Les exercices réalisés ne présentent aucun risque pour le chien après un échauffement adéquat, sauf évidemment, ne pas faire effectuer à un chiot n'ayant pas fini sa croissance ou à un vieux chien, des exercices mobilisant le dos et les hanches, ou des sauts forçant sur les articulations, surtout chez le chiot.

## Débuter dans la discipline
De nombreux mouvements peuvent être enseignés au chien, et l'on peut aussi exploiter les mouvements naturels du chien : certains chiens aiment sauter, ou tournoyer, courir, slalomer, se coucher etc. Les possibilités de mouvements sont infinies : tourner sur lui-même, se rouler, slalomer entre les jambes, tourner autour du maitre, reculer ou courir à reculons, marcher sur deux pattes, faire le beau etc. Pris séparément, on appelle ces mouvements des « tricks ». Le but de l'oberythmée n'est pas de juxtaposer ces mouvements mais de les lier, de créer un ensemble harmonieux où l'ensemble de la routine parait n'être qu'un seul mouvement. L'idéal étant bien sûr, si l'on souhaite faire des concours, d'avoir un chien qui obéira uniquement à l'ordre vocal : on pourra alors, ensuite, créer un univers, raconter une histoire car le chien sera autonome et ne sera plus dépendant des mouvements du maitre.
Pour lui apprendre les mouvements, on dispose de plusieurs solutions. On peut utiliser le conditionnement opérant (voir skinner). On joue avec lui et puis on lui suggère un comportement (leurre), si on l’obtient on lui fait immédiatement comprendre, grâce notamment au clicker. C'est un petit instrument émettant un bruit bref appelé "click" ; il sert de renforceur conditionnel, l'animal est « clické » s'il propose un comportement intéressant. Le « click » est en gros un message précis indiquant au chien que c'est bien et qu'on va le récompenser dans un bref délai avec un renforceur primaire (quelque chose qu'aime naturellement l'animal). C'est une méthode douce, non coercitive, dans laquelle l'animal est un acteur de sa formation. Les animaux clickés sont joueurs et propose de nouveaux comportements. Pour enlever un comportement gênant, on tente d'utiliser le principe de l'extinction : on ignore un comportement gênant et l'on demande au chien un comportement de remplacement, que l'on va récompenser. Un code vocal ("oui!" "yes!" etc.) fonctionne tout aussi bien que le clicker. On peut récompenser aussi bien avec une friandise qu'un jouet, selon les préférences du chien. La méthode du clicker/code vocal est tout particulièrement utile si l'on souhaite utiliser le « shapping », autrement dit, la construction d'un comportement. Au lieu de leurrer le chien, on va l'amener à proposer des choses : on sait ce que l'on souhaite obtenir, et l'on va le fractionner, par exemple : amener le chien à tourner autour d'un objet : on va récompenser chaque pas vers l'objet, puis de s'en rapprocher, de le flairer, de se déplacer autour, et toujours renforcer-récompenser les mouvements qui vont dans le sens du comportement final attendu. L'avantage est que, contrairement à l'animal leurré, le chien qui a appris à construire son comportement, ne sera pas dépendant des mains de son maitre. Quelle que soit la méthode choisie, avec ou sans leurre, elle doit être extrêmement progressive et il est impératif de récompenser abondamment.
Une fois le comportement acquis, on ne récompense plus que de façon aléatoire, puis on sèvre la récompense et on ajoute de nouveaux comportements de mois en mois.

## La compétition en France
Il est possible, une fois que le chien a acquis un certain nombre de mouvements et qu'on a commencé à les assembler, de participer à des compétitions. Il faudra pour cela choisir un thème, une musique et un costume, éventuellement des accessoires (objets, décorations du ring etc.), harmoniser et rendre l'ensemble cohérent, puis décider de la "routine" (terme technique pour parler de la chorégraphie). La routine représente l'ensemble des mouvements du chien et du maitre, le tout ayant un rapport avec le thème, lui donnant un sens, et potentiellement racontant une histoire. Il est aussi possible d'envisager de ne pas particulièrement raconter une histoire, mais de créer une chorégraphie dansée sur une musique et un thème, l'objectif étant alors de rendre l'ensemble aussi fluide et gracieux que possible.
L'aspirant compétiteur, s'il ne concourt pas déjà dans une autre discipline, devra s'inscrire dans un club canin, passer le CAESC (Certificat d'Aptitude à l’Éducation Sociale du Chien) puis demander une licence d'obérythmée auprès de son club. Il devra choisir les concours auxquels il souhaite se rendre, puis s'inscrire via son club. Les compétitions locales, de même que la Finale du Grand Prix de France, sont ouvertes à tous les chiens, qu'ils soient de race pure, d'apparence, ou des croisés, et quelles que soient leur origine - élevage ou refuges ; et quelles que soient leur race, taille, gabarit ou vélocité. Il est tout à fait possible d’accéder à un très bon niveau de compétition internationale même avec un chien croisé ou provenant d'un refuge, puisque seules les manifestations de la Fédération Cynologique Internationale sont réservées aux chiens inscrits à un livre des origines. Le championnat d'Europe (OEC) et la Crufts par exemple, sont ouverts à tous les chiens.  
Au tout début, il n'est pas nécessaire de choisir entre HTM (heelwork to music, principalement des marches au pied) et freestyle. En effet, le compétiteur débutera en classe Premiers Pas où il a toute latitude de s'exprimer à sa guise. Dans cette classe, le maitre peu sûr de son chien ou de lui, peut décider de conserver dans les mains de la nourriture ou un jouet, le chien peut également porter une laisse légère, elle en doit cependant jamais servir à contraindre le chien, mais à conserver un lien pour un chien inquiet ou distrait. En classe Premiers Pas, une routine peut durer de une à deux minutes maximum, et mieux vaut une routine courte et originale, qu'une routine longue et répétitive. Une fois deux qualificatifs excellent obtenus (soit plus de 23 points sur 30 maximum), le compétiteur peut choisir de passer en classe Novice. Ce passage n'est pas obligatoire : il est possible de rester en classe Premiers Pas aussi longtemps que l'on le souhaite. En classe Novice, la friandise, le jouet ou la laisse ne sont plus autorisés, et la routine fera de une minute trente à deux minutes trente. Il faudra également choisir si l'on s'oriente sur du HTM ou du freestyle : si l'on choisit le HTM, il faudra présenter une routine dont 75 % des mouvements sont les positions imposées par le règlement, les mouvements de freestyle servant à lier les positions entre elles. Il est possible de donner un côté plus original et amusant au HTM en innovant, par exemple en demandant au chien de marcher sur 3 pattes tout en étant au pied, ou encore de demander une marche au pied en étant à genoux. Si l'on choisit le freestyle, il faudra que 75 % des mouvements soient des mouvements libres, les séquences de marche au pied servant à poser et lier les mouvements libres entre eux. Tout est permis dans les mouvements libres, tant que l'on en met pas l'intégrité physique du chien en danger. C'est là qu'il faut s'affranchir de la tentation de "copier" les routines existantes et qu'il faut chercher à créer des mouvements originaux, différents de ceux que l'on voit généralement, pour se démarquer. Exploiter les aptitudes du chien est un bon point de départ, imaginer des associations de mouvements, les associer à des objets est une suite logique. Il est possible une fois en Novice (ainsi qu'en intermédiaire ou en avancé), de présenter deux routines avec le même chien si le compétiteur le souhaite : une en HTM, et une en freestyle. Lorsque l'on a obtenu deux qualificatifs excellents, soit en HTM soit en freestyle, on peut choisir de passer en classe intermédiaire. Là encore, le passage n'est pas obligatoire.
Une fois arrivé en classe Intermédiaire, la routine devra durer entre deux minutes et 3 minutes trente. La compétition se durcit et l'on commence à rechercher plus de technique, de mouvements avancés (reculer et marches en aveugle du maitre, slalom à reculons, mouvements à distance, déplacements latéraux etc.) et l'on devra chercher à s'affranchir des leurres et clés gestuelles trop visibles, qui n'ont pas de liens avec le thème. Idéalement, à ce niveau, le chien doit pouvoir travailler à l'ordre vocal exclusivement, et doit commencer à être à même d'effectuer les mouvements demandés quelle que soit l'action du maitre. Une fois deux excellents obtenus, le compétiteur peut choisir de concourir en Avancé. En Avancé, la routine peut durer jusqu'à quatre minutes, et il faudra créer un ensemble de mouvements complexes, liés, sans leurrer et avec précision. 
Le Grand Prix de France d'Obérythmée, ayant lieu en octobre ou en novembre, est accessible dès lors que l'on a obtenu au moins un excellent en concours en Novice. Il faut justifier d'un excellent dans la catégorie dans laquelle on souhaite concourir.

## Grandes compétitions internationales

### Championnat d'Europe 2016- Krieglach, Autriche, 22-25 septembre
- Champion d'Europe Heelwork to Music :
- Champion d'Europe Freestyle :
- Résultats complets : Heelwork to Music - Freestyle

### Championnat du Monde 2016- Moscou, Russie, 23-26 juin
- Champion du Monde Heelwork to Music :
- Champion du Monde Freestyle : 1. place obé rythmée: Yvonne Belin (Suisse) avec border collie Alice del Mulino Prudenza Brains 'n Beauty: la routine: https://www.youtube.com/watch?v=41TxtpBK2ZY

### Crufts 2016 - Birmingham, Angleterre, 3 au 6 mars
- Vainqueur Freestyle International : Lucy Creek & Harriot Skiffle King, Angleterre
- Résultats - Toute la manifestation Freestyle en vidéo différée : Partie 1 & Partie 2.

### Crufts 2015 - Birmingham, Angleterre, 5 au 8 mars
- Vainqueur Freestyle International : Monika Olsovska & Arsinoe Z'Risa Wa, Slovaquie
- Résultats - Toute la manifestation Freestyle en vidéo différée.

### Championnat d'Europe 2014- Stuttgart, Allemagne, 14-16 novembre
- Champion d'Europe Heelwork to Music : Anja Christiansen & Feahunden's Queeny Las, Danemark
- Champion d'Europe Freestyle : Sandra Roth & Lizzy Vom Ettikogarten, Allemagne
- Résultats complets : Heelwork to Music - Freestyle

### Championnat du Monde 2014 - Helsinki, Finlande, 7-10 aout
- Champion du Monde Heelwork to Music :
- Champion du Monde Freestyle : 1. place: Ekaterina Myznikova & border collie Artist, Russie // 2. place obé rhytmée: Yvonne Belin avec border collie Alice del Mulino Prudenza Brains n' Beauty, Suisse (la routine: https://www.youtube.com/watch?v=hZE0mFx8TTw  ), 3. place: Marina Novoselova  FUNNYUF, Russie

### Crufts 2014 - Birmingham, Angleterre, 6 au 9 mars
- Vainqueur Freestyle International : Richard Curtis & Skya Delic Darnser, Angleterre
- Résultats - Toute la manifestation Freestyle en vidéo différée.

### Championnat d'Europe 2013- Burgum, Pays-Bas, 28-29 septembre
- Champion d'Europe Heelwork to Music : Anja Christiansen & Feahunden's Queeny Las, Danemark
- Champion d'Europe Freestyle : Marina Novoselova & Funnewf Gloria Day, Russie
- Résultats complets : Heelwork to Music - Freestyle

### Crufts 2013 - Birmingham, Angleterre, 7 au 10 mars
- Vainqueur Freestyle International : Jules O'Dwyer & Fjurdyhoeve Flynn, Belgique.
- Résultats - Toute la manifestation Freestyle en vidéo différée.

### Championnat d'Europe 2012- Prague, République Tchèque, 29-30 septembre.
- Championne d'Europe Heelwork to Music : Anja Christiansen & Feahunden's Queeny Las, Danemark
- Championne d'Europe Freestyle,Obé rythmée : 1. place: Yvonne Belin &  border collie Alice del Mulino Prudenza Brains 'n Beauty, Suisse.
- Résultats complets : Heelwork to Music - Freestyle

### Championnat du Monde 2012- Salzburg, Autriche, 18 au 20 mai.
- Champion du Monde Heelwork to Music : Thierry Thomas & Ubac du Mas de la Rabeyrine, France.
- Champion du Monde Freestyle : Thierry Thomas & Ubac du Mas de la Rabeyrine, France.
- Résultats complets finales

### Crufts 2012 - Birmingham, Angleterre, 8 au 11 mars
- Vainqueur Freestyle International : Thierry Thomas & Ubac du Mas de la Rabeyrine, France.
- Résultats - Toute la manifestation freestyle en vidéo différée

### Championnat d'Europe 2011- Sorø, Danemark, 22-23 octobre.
- Championne d'Europe Heelwork to Music : Karen Sykes & Fly , Grande-Bretagne.
- Champion d'Europe Freestyle : Thierry Thomas & Ubac du Mas de la Rabeyrine, France.
- Résultats complets

### Championnat du Monde 2010 - Herning, Danemark, 24 au 27 juin.
- Champion du Monde Heelwork to Music : Kath Hardman & Stillmoor Lady in Red, Grande-Bretagne.
- Champion du Monde Freestyle : Thierry Thomas & Ubac du Mas de la Rabeyrine, France.